# Cálculo felicífico
O Cálculo Felicífico (em inglês:  felicific calculus) é um algoritmo formulado pelo filósofo utilitarista Jeremy Bentham (1748-1832) para calcular o grau ou quantidade de prazer que uma ação específica pode causar. Bentham, propositor de uma ética hedonista, acreditava que uma ação seria considerada moralmente certa ou errada em função da quantidade de prazer ou de dor que a produziu. O felicific calculus poderia, pelo menos em princípio, determinar o status moral de qualquer ato considerado. O algoritmo também é conhecido como o cálculo utilitário, o cálculo hedonista e o cálculo hedonístico.

## Várias variáveis
Para ser incluído neste cálculo, há várias variáveis (ou vetores), as quais Bentham chamou de "circunstâncias". Estas são:
1. Intensidade: Quão forte é o prazer?
2. Duração: Quanto tempo dura o prazer?
3. De certeza ou incerteza: Quão provável ou improvável é que o prazer vai ocorrer?
4. Proximidade ou afastamento: Quão logo o prazer ocorre?
5. Fecundidade: A probabilidade de que a ação será acompanhada por sensações de mesmo tipo.
6. Pureza: A probabilidade de que ele não irá ser seguido por sensações de natureza oposta.
7. Medida: Quantas pessoas serão afetadas?

## Instruções de Bentham
Para ter uma conta exata da tendência geral de qualquer ato, pelo qual os interesses de uma comunidade são afetados, proceda da seguinte forma. Comece com qualquer pessoa daqueles cujos interesses parecem mais imediatamente afetados por ela: e leve em conta,
- Do valor de cada prazer distinto que parece ser produzido por ele em primeira instância.
- Do valor de cada dor que parece ser produzida por ela em primeira instância.
- Do valor de cada prazer que parece ser produzido após o primeiro. Isto constitui a fecundidade do primeiro prazer e a impureza da primeira dor.
- Do valor de cada dor que parece ser produzida após a primeira. Isso constitui a fecundidade da primeira dor e a impureza do primeiro prazer.
- Resuma todos os valores de todos os prazeres de um lado e os de todas as dores do outro. O equilíbrio, se estiver do lado do prazer, dará a boa tendência do ato ao todo, com respeito aos interesses daquele indivíduo; se do lado da dor, a má tendência disso no todo.
- Leve em conta o número de pessoas cujos interesses parecem estar em causa; e repita o processo acima em relação a cada um. Resuma os números expressivos dos graus de boa tendência, que o ato tem, com respeito a cada indivíduo, em relação a quem a tendência é boa para o todo. Faça isso novamente com relação a cada indivíduo, em relação a quem a tendência é ruim para o todo. Pegue a balança que, se estiver do lado do prazer, dará a boa tendência geral do ato, com relação ao número total ou comunidade de indivíduos envolvidos; se do lado da dor, a tendência geral do mal, com respeito à mesma comunidade.[1]

Para fazer sua proposta o mais fácil possível de ser lembrada, Bentham concebeu o que chamou de uma "mnemônico trova" (também referida como "memoriter versos"), que é sintetizada "todo o tecido da moral e da legislação":

Intenso, longo, certo, rápido, eficaz, pura—
Tais marcas de prazeres e dores de suportar.
Tais prazeres procuram se privado de ser teu fim:
Se é público, ampla deixá-los ampliar
Tais dores de evitar, qualquer que seja o teu modo de exibição:
Se as dores tem que vir, deixe-os estender para alguns. 

## Hedons e dolors
As unidades de medidas utilizadas no felicific calculus pode ser denominado hedons e dolors. Eles podem ser considerados como semelhantes para o utilitarista posends e negends.